# エディ・ゴメス
エディ・ゴメス（Eddie Gómez、1944年10月4日 - ）は、プエルトリコ・サンチュース生まれのジャズ・ベーシスト。主にダブルベースを演奏する。1966年から1977年の間、ビル・エヴァンス・トリオに加入していたことで有名となった。

## 経歴
ゴメスは幼い頃、プエルトリコからニューヨークに家族と一緒に移住してきた 。11歳でニューヨーク市の公立学校でダブルベースを始め、13歳になってニューヨーク市立芸術高等学校に通学した。1959年から1961年の間、ニューポート・フェスティバル・ユース・バンド (リーダーはマーシャル・ブラウン)で演奏し、ジュリアード音楽院を1963年に卒業した。
彼が共演してきたのは、マイルス・デイヴィス、ディジー・ガレスピー、ジェリー・マリガン、ベニー・グッドマン、ビル・エヴァンス、マイケル・ブレッカー、ウェイン・ショーター、ロン・カーター、ハービー・ハンコック、トニー・ウィリアムス、アル・フォスター、チック・コリアのようなジャズの巨人達である。ビル・エヴァンス・トリオとして合計11年過ごし、アメリカ合衆国、ヨーロッパ、アジアでの演奏や数十の録音を行った。トリオが録音した2枚のアルバムはグラミー賞を受賞した。また、マンハッタン・ジャズ・クインテット、ステップス・アヘッドのメンバーであった。
ゴメスのキャリアの大半は伴奏者としてのもので、有名ジャズ・ミュージシャンとスタジオ・ミュージシャンとして共演したが、コロムビア・レコード、Projazz、Stretchのようなレーベルでリーダーとして録音を行った物もある 。最近の録音は、ほとんどジャズ・ピアニストのマーク・クレイマーとの共同リーダーで行われている。

## ディスコグラフィ

### リーダー・アルバム
- 『ダウン・ストレッチ』 - Down Stretch (1976年、Trio)
- 『ゴメス』 -  Eddie Gomez Featuring Chick Corea And Steve Gadd  (1984年、Nippon Columbia/Interface) ※チック・コリア、スティーヴ・ガッドと共演。1984年1月、2月録音
- 『メズゴ』 - Mezgo (1985年、Epic) ※信濃町スタジオにおいて1985年11月録音
- 『パワー・プレイ』 - Power Play (1988年、Sony)
- 『ストリート・スマート』 - Street Smart (1989年、GRP)
- 『ネクスト・フューチャー』 - Next Future (1993年、Stretch)
- 『デディケーション』 - Dedication (1998年、Evidence)
- 『アップタウン・ミュージック』 - Uptown Music (1998年、King)
- 『ホワッツ・ニュー・アット・エフ』 - What's new at F (2004年、Tokuma) ※「スタジオF」におけるライブ。日本発売
- Jazz Fiddler on the Roof (2005年、Twinz) ※マーク・クレイマーと共同名義
- Art of the Heart (2006年、Art of Life) ※マーク・クレイマーと共同名義。2004年2月録音
- Palermo (2007年、Jazz Eyes)
- Beautiful Love (2008年、Isol Discus)
- Forever (2010年、Plus Loin)
- 『ファーザー・エクスプロレイションズ〜ビル・エヴァンスに捧ぐ』 - Further Explorations (2011年、Concord) ※チック・コリア、ポール・モチアンと共同名義。2010年5月録音
- Per Sempre (2012年、BFN Jazz)

### ビル・エヴァンス・トリオ
- 『ア・シンプル・マター・オブ・コンヴィクション』 - A Simple Matter of Conviction (1966年、Verve)
- 『カリフォルニア、ヒア・アイ・カム』 - California Here I Come (1967年、Verve)
- 『モントゥルー・ジャズ・フェスティヴァルのビル・エヴァンス』 - Bill Evans at the Montreux Jazz Festival (1968年、Verve)
- 『ホワッツ・ニュー』 - What's New (1969年、Verve)
- Autumn Leaves (1969年、Lotus)
- Jazzhouse (1969年、Milestone)
- You're Gonna Hear From Me (1969年、Milestone)
- From Left to Right (1970年、MGM)
- Quiet Now (1970年、Charly)
- 『モントルーII』 - Montreux II (1970年、CTI)
- 『ザ・ビル・エヴァンス・アルバム』 - The Bill Evans Album (1971年、Columbia)
- Living Time (1972年、Columbia) ※ジョージ・ラッセル・オーケストラとの共演
- 『ライブ・イン・トーキョー』 - The Tokyo Concert (1973年、Fantasy)
- Eloquence (1973年、Fantasy)
- Half Moon Bay (1973年、Milestone)
- 『シンス・ウィ・メット』 - Since We Met (1974年、Fantasy)
- 『リ・パーソン・アイ・ニュー』 - Re: Person I Knew (1974年、Fantasy)
- 『シンバイオシス』 - Symbiosis (1974年、MPS)
- 『バット・ビューティフル』 - But Beautiful (1974年、Milestone) ※スタン・ゲッツと共演
- Blue in Green: The Concert in Canada (1974年、Milestone)
- 『インチュイション』 - Intuition (1974年、Fantasy)
- 『モントルーIII』 - Montreux III (1975年、Fantasy) ※1975年7月録音
- 『アイ・ウィル・セイ・グッドバイ』 - I Will Say Goodbye (1977年、Fantasy) ※1977年2月、3月録音
- 『クロスカレント』 - Crosscurrents (1978年、Fantasy) ※リー・コニッツ、ウォーン・マーシュと共同名義。1977年2月、3月録音
- 『ユー・マスト・ビリーヴ・イン・スプリング』 - You Must Believe in Spring (1981年、Warner Bros.) ※1977年8月録音

### 参加アルバム
アート・ファーマー
- 『ヤマ』 - Yama (1979年、CTI) ※with ジョー・ヘンダーソン

エウジェニオ・トゥーサン
- Oinos (Música para beber vino) (2008年)

ガブリエル・ヴィセンス
- Point In Time (2012年)

クロノス・クァルテット
- 『ワルツ・フォー・デビィ』 - Music of Bill Evans (1986年、Savoy)

佐藤允彦
- 『シャガール・ブルー』 - Chagall Blue (1980年、Openskye)
- 『アモーフィズム』 - Amorphism (1985年、Sony)

ジャック・ディジョネット
- 『ニュー・ダイレクション イン・ヨーロッパ』 - New directions in Europe (1980年、ECM)

ジョアン・ブラッキーン
- 『キード・イン』 - Keyed In (1979年、Tappan Zee Records – JC 36075)
- 『ダイナスティ』 - Ancient Dynasty (1980年、Tappan Zee Records – JC 36593)
- Where Legends Dwell (1992年、Ken Music) OCLC 26472759

チック・コリア
- 『妖精』 - The Leprechaun (1976年、Polydor)
- 『マッド・ハッター』 - The Mad Hatter (1978年、Polydor)
- 『フレンズ』 - Friends (1978年、Polydor)
- 『スリー・クァルテッツ』 - Three Quartets (1981年、Stretch)

デヴィッド・グリスマン
- 『ホット・ドーグ』 - Hot Dawg (1978年、A&M-Horizon)

ビル・ブルーフォード & ラルフ・タウナー
- 『イフ・サマー・ハッド・イッツ・ゴースト』 - If Summer had its Ghosts (1997年、Discipline Global Mobile)

マイク・ノック
- 『オンダス』 - Ondas (1981年、ECM)

ミック・グッドリック
- In Pas(s)ing (1979年、ECM)

ラルフ・タウナー
- 『バティク』 - Batik (1978年、ECM)
- 『オールド・フレンズ ニュー・フレンズ』 - Old Friends, New Friends (1979年、ECM)

ランディ・ブレッカー
- 『スコア』 - Score (1969年、Solid State)